# 푼즈
푼즈(포르투갈어: funge), 푼지(킴분두어: fúngi) 또는 음푼디(콩고어: mfundi)는 앙골라와 콩고 공화국, 콩고 민주 공화국 등지에서 먹는 스왈로이다. 카사바가루나 서곡가루, 옥수수가루 등으로 만든다. 모테케(링갈라어: moteke), 루쿠(콩고어: luku), 비디아(콩고어: bidia→음식) 등으로도 불린다.
보통 카사바가루로 만든 것을 일컬으며, 옥수수가루로 만든 것은 "푼즈 드 밀류(funge de milho→옥수수 푼즈)"라 불린다.

## 만들기
카사바가루에 물을 타서 저으며 반죽 같은 질감으로 익혀 만든다. 완성된 푼즈는 손으로 뜯어 뭉친 다음, 함께 나온 소스나 스튜를 곁들여 먹는다.

## 비슷한 음식
아말라, 악푸, 에바, 우타라, 코콘테, 푸푸, 플라칼리 등 푼즈와 비슷한 여러 가지 스왈로가 아프리카 각지에 존재한다.
푼즈와 비슷한 음식이 카리브의 소앤틸리스 지역에서 "푼지" 또는 "쿠쿠"로 알려져 있으며, 브라질에서는 "푼지" 또는 "피랑"이라 불리는 비슷한 음식을 먹는다.

## 사진

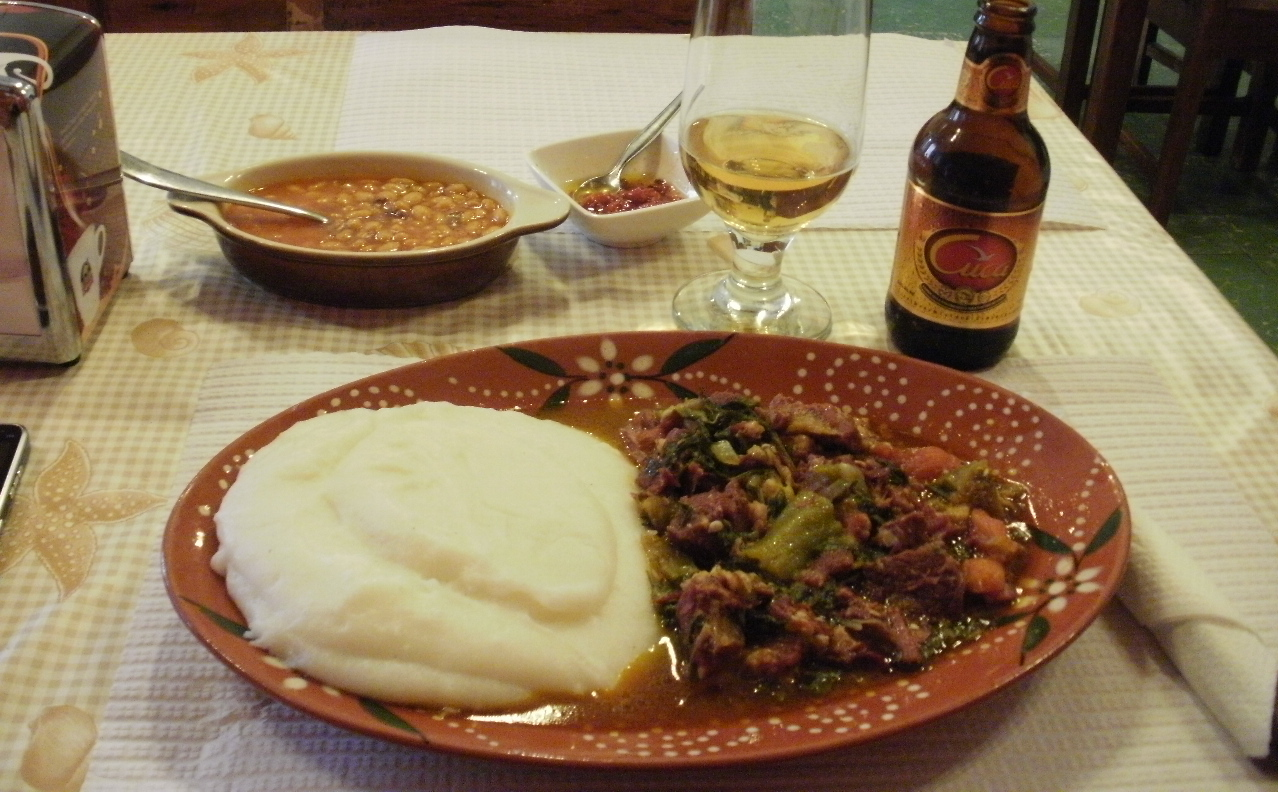
푼즈와 칼룰루

## 같이 보기
- 쾅가/푼즈 파르다두
- 피랑